# Суперкубок Сан-Марино з футболу 1989
Суперкубок Сан-Марино з футболу 1989 — 4-й розіграш турніру, який в той час мав назву Трофео Федерале. Переможцем вперше став Лібертас.

## Учасники
- Чемпіонат Сан-Марино:
  - Чемпіон: Доманьяно
  - Віце-чемпіон: Ла Фіоріта
- Кубок Сан-Марино:
  - Володар: Лібертас
  - Півфіналіст: Ювенес

## Півфінали
| Команда 1 | Рахунок | Команда 2  |
| --------- | ------- | ---------- |
| Лібертас  | +:-     | Ла Фіоріта |
| Доманьяно | +:-     | Ювенес     |

## Фінал
| Команда 1 | Рахунок | Команда 2 |
| --------- | ------- | --------- |
| Лібертас  | 1:0     | Доманьяно |